# Hadrijan Kokol
Hadrijan Kokol (rojen kot Franc Kokol), slovenski frančiškan, * 4. november 1882, Cirkulane, † 16. september 1946, Ljubljana.

## Življenjepis
Kokol je od leta 1896 do 1904 končal nižjo gimnazijo v Mariboru in višjo v Gorici. Nato je na redovnem bogoslovnem učiteljišču v Kamniku in Mariboru od 1904 do 1908 študiral teologijo. Leta 1908 je odšel v Freiburg v Švici kjer je do 1913 je študiral filozofijo in postal dr. phil. Po doktoratu je od 1913 do 1915  poučeval na zasebni frančiškanski gimnaziji v Gorici, bil 1915–1918 vojni kurat, 1919 do 1927 redni učitelj na zasebni frančiškanski gimnaziji v Kamniku, 1928 do 1931 pomočnik prokurator v Ljubljani, od 1931 je bil definitor in gvardijan v Kamniku. Izšla je njegova inavguralna disertacija: Die Gesch. der Franziskanerklöster in Untersteiermark in der Aufklärungsperiode und in der Zeit des Absolutismus. (Gorica, 1915).